# Anthicus muehlei
Anthicus muehlei es una especie de coleóptero de la familia Anthicidae.

## Distribución geográfica
Habita en Yemen.